# Howard Stern
Howard Allan Stern (New York, 1954. január 13. –) amerikai rádiós és televíziós személyiség, humorista és író. Legismertebb rádióműsora a The Howard Stern Show, amelyet 1986 és 2005 között sugároztak. A műsort többször is beperelte a FCC 1990 és 2004 között "illetlen tartalom" miatt. 2006 óta a Sirius XM műholdas rádióban fut a műsora.
Stern első rádiós munkáit a bostoni egyetemen kapta. 1976 és 1982 között a WRNW, a WCCC, a WWWW és a WWDC rádióállomások reggeli műsoraiban fejlesztette előadói személyiségét. 1982-től az 1985-ös kirúgásáig délutánonként a New York-i WNBC-nél dolgozott. 1985-ben kezdte meg 20 éves pályafutását a New York-i WXRK-nál; reggeli műsora 1986-ban indult, és 60 helyen sugározták. Csúcsidőszakában 20 millió hallgatót érdekelt. Az elmúlt években Stern fotóit a Hamptons és a WHIRL magazinok is bemutatták. 2012 és 2015 között az America’s Got Talent zsűritagja volt.
Stern számos iparági díjat nyert, és ő az első, akinek egyszerre volt első számú reggeli műsora New Yorkban és Los Angelesben. Ő lett a legtöbb bírságot kapott rádiós műsorvezető, amikor a Szövetségi Kommunikációs Bizottság összesen 2,5 millió dolláros pénzbüntetést szabott ki az állomások tulajdonosaira az általa illetlennek ítélt tartalmak miatt. Stern az egyik legjobban fizetett rádiós személyiség lett, miután 2004-ben ötéves szerződést kötött a Siriusszal 500 millió dollár értékben.
Stern 1992 óta "az összes média királyaként" emlegeti magát a rádión kívüli sikerei miatt. Számos késő esti tévéműsor, fizetős esemény és házi videó házigazdája és producere volt. Két könyve, a Private Parts (1993) és a Miss America (1995) első helyen szerepelt a The New York Times bestsellerlistáján, és több mint egymillió példányban kelt el. Az előbbiből 1997-ben életrajzi vígjáték készült, amelyben Stern és a rádióműsor munkatársai saját magukat alakították. A film a nyitó héten az amerikai jegypénztárak élére került, és 41,2 millió dolláros bevételt hozott a hazai mozikban. Stern közreműködik a film zenéjéhez is, amely a Billboard 200-as lista első helyén szerepelt, egymillió példányt adtak el a lemezből, és platina minősítést kapott. Stern harmadik könyve, a Howard Stern Comes Again 2019-ben jelent meg.

## Élete
Howard Allan Stern 1954. január 12-én született Ben és Ray (született Schiffman) Stern második gyermekeként a New York-i Queens Jackson Heights negyedében. Stern szülei zsidók, családjuk Lengyelországból és Ausztria-Magyarországról származik. Ray irodai alkalmazott volt New Yorkban, mielőtt családanya lett, majd később inhalációs terapeutaként helyezkedett el. Ben a háború alatt az amerikai hadseregben szolgált Long Islanden és Kaliforniában. Később rádiómérnökként dolgozott a manhattani WHOM-nál, majd társtulajdonos és üzemeltető volt az Aura Recording Inc. nevű manhattani hangstúdióban, ahol rajzfilmeket és reklámokat vágtak. Stern úgy jellemezte idősebb nővérét, Ellent, mint az ő "teljes ellentétét", illetve "nagyon csendes"-nek írta le.
1955-ben a család a New York-i Rooseveltbe, Long Islandre költözött, ahol Stern a Washington-Rose Általános Iskolába, majd a Roosevelt Junior-Senior High Schoolba járt. Stern héber iskolába is járt, ahol a Tzvi nevet kapta. Fiatalkorában öt évig vett zongoraleckéket, és érdeklődött a marionettbábuk iránt, amelyekkel barátait szórakoztatta kifejezett műsorokkal. Két iskolai barátjával zenekart alapított Electric Comicbook néven, Kilencéves korától az egyetem második évéig Stern a nyarakat a New York állambeli Narrowsburgban található ifjúsági táborban, a Camp Wel-Metben töltötte, ahol táborozói, konyhai és tanácsadói feladatokat látott el. Az ott töltött időre úgy emlékezett vissza, mint "a legnagyobb élményre".

Stern már ötéves korában rádiózni szeretett volna. Fiatalkorában ugyan ritkán hallgatta a rádiót, de korai hatásai közé sorolja Bob Grant és Brad Crandall műsorvezetőket. Édesapja mikrofont, magnót és lemezjátszót állított fel otthonuk pincéjében, amelyet Stern arra használt, hogy felvegye a kitalált rádióműsorokat, amelyekbe különböző karaktereket és előre felvett tréfás hívásokat, jeleneteket és reklámokat épített be. Többször meglátogatta apja hangstúdióját, és tanúja volt, hogy "néhány nagyszerű hangú srác" dolgozik vele, köztük Don Adams és Larry Storch, ami elindította benne a vágyat, hogy adásba kerüljön és "műsort csináljon", ahelyett, hogy lemezeket játszana.
Az 1960-as évek végén Roosevelt túlnyomórészt feketék által lakott terület lett; Stern úgy emlékezett, hogy csak "egy maroknyi fehér gyerek" maradt az iskolájában, és többször előfordult, hogy a fekete diákok zaklatták őket. 1969 júniusában a család a közeli Rockville Centre-be költözött, és Stern tizenöt évesen átkerült a South Side High Schoolba, ahol "teljesen introvertált" lett. 1972-ben érettségizett az iskolában; az évkönyvében Stern egyetlen diáktevékenysége, a Key Club tagsága szerepel.
1972-ben Stern visszautasított egy helyet az Elmira College-ban, hogy helyette a Bostoni Egyetem kommunikáció szakán folytathassa tanulmányait, de átlagos középiskolai jegyei miatt az első két évet az egyetem alaptudományi főiskoláján töltötte. Második évében a WTBU egyetemi rádióállomáson kezdett dolgozni, ahol lemezeket játszott, híreket olvasott fel, és interjúműsorokat vezetett. Később három diáktársával együtt vezette a The King Schmaltz Bagel Hour nevű hetente jelentkező műsort, amelyet az első adás után töröltek egy "Godzilla Goes to Harlem" nevű rasszista szkeccs miatt. Stern tanulmányai alatt kannabiszt, Quaalude-ot és LSD-t is szedett, de abbahagyta. 1974-ben felvételt nyert az egyetem Kommunikációs Főiskolájára (School of Public Communications). Ezt követően 1975 júliusában diplomát szerzett a Virginia állambeli Fredericksburgben működő Rádiótechnikai Elektronikai Intézetben, amivel megszerezte az első osztályú rádiótelefon-kezelői engedélyt, amely abban az időben minden rádiós műsorszolgáltató számára kötelező volt, és amelyet a Szövetségi Kommunikációs Bizottság adott ki. Az engedély birtokában Stern 1975 augusztusától decemberéig a massachusettsi Newtonban, a WNTN-nél kapta első hivatásos rádiós állását, ahol műszakváltásokat, híradós castingot és gyártási munkát végzett. A következő öt hónapban elektronikai alapismereteket tanított a diákoknak, hogy felkészítse őket a saját FCC-vizsgáikra. 1976 májusában Stern magna cum laude minősítéssel, 3,8-as tanulmányi átlaggal diplomázott. Fő szakja a műsor- és filmművészet, mellékszakja pedig az angol és a szónoklat volt. Korábban ösztöndíjat kapott az egyetemen.

## Magánélete
Stern első feleségével, Alison Berns-szel még a Bostoni Egyetemen ismerkedett meg egy közös barátja révén. Berns szerepelt egy diákfilmben, amelyet a transzcendentális meditációról készített. Stern azt írta: "A kapcsolatunk kezdete után egy héttel már tudtam, hogy feleségül fogom venni". 1978. június 4-én házasodtak össze a Temple Ohabei Shalom-ban (Brookline, Massachusetts), ekkor mindketten 24 évesek voltak. Három lányuk van: Emily Beth (sz. 1983), Debra Jennifer (sz. 1986) és Ashley Jade (sz. 1993). 1999 októberében úgy döntöttek, hogy különválnak. Stern azt mondta: "Teljesen idegroncs voltam, és valahogy a munkámmal voltam elfoglalva. A munkát tekintettem a legfontosabb és egyetlen dolognak". A New York-i Old Westburyben lévő, Berns-szel közös otthonából egy 4000 négyzetméteres lakásba költözött a manhattani Upper West Side-on lévő Millennium Towerben, amelyet 1998-ban vásárolt 4,9 millió dollárért. A házasság 2001-ben barátságos válással és egyezséggel ért véget. Stern azóta Southamptonban, a New York-i Long Islandon vásárolt egy házat. A házasságuk 2001-ben ért véget.

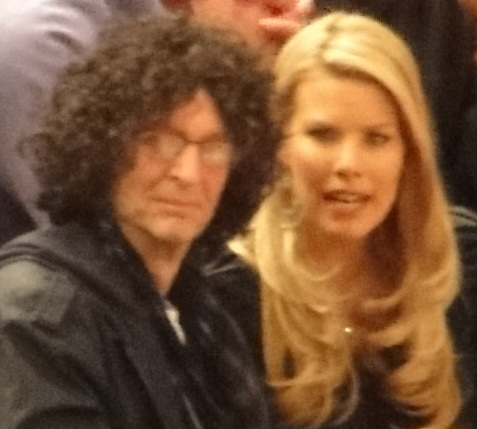
Stern és Ostrosky 2011-ben

Azokban a hónapokban, amikor Stern egyedülálló volt, randizott Angie Everharttal és Robin Givenssel. 2000-ben kezdett randizni Beth Ostrosky-val. Eljegyzésüket 2007. február 14-én jelentette be rádióműsorában. A New York-i Le Cirque étteremben házasodtak össze 2008. október 3-án. A szertartást Mark Consuelos celebrálta. Stern 2017-ben 52 millió dollárért vásárolt egy házat a floridai Palm Beachen.
Az 1970-es évek elején Stern szülei elkezdték gyakorolni a Transzcendentális Meditációt, és bátorították őt, hogy tanuljon. Stern a technikának köszönte, hogy segített neki leszokni a dohányzásról, elérni céljait a rádiózás terén, legyőzni a kényszerbetegséget, és kigyógyítani édesanyját a depresszióból. Ezt 1997-től kezdve továbbra is gyakorolta. Stern interjút készített Maharishi Mahesh Yogi, a technika alapítójával, és megköszönte neki, hogy enyhítette édesanyja depresszióját.
Stern a Miss America című könyvében fedte fel, hogy kényszerbetegségben szenved. Az állapota még az egyetemen kezdődött, és a rádiós karrierje alatt is folytatódott.
A 2006. januári rádióműsorában a Staff Revelations Game részeként Stern elárulta, hogy az 1990-es években orrplasztikán és zsírleszíváson esett át az álla alatti részen.
Stern a North Shore Animal League America támogatója és adománygyűjtője. Stern 2012-ben azt mondta, hogy elfogadta a peszcetáriánus étrendet.
2019-ben Stern elárulta, hogy két évvel korábban rákos megbetegedése volt, miután daganatot találtak az egyik veséjén. Kiderült, hogy egy jóindulatú ciszta volt.
Stern és Ostrosky 2014 óta gondoznak macskákat Long Island-i otthonukban. Évente körülbelül 200 macska fordul meg náluk.